# Солонь
Солонь (фр. Sologne) — географический регион в центральной Франции.
Солонь расположена в северном течении реки Луары на территории департаментов Луар и Шер, Луаре и Шер.
Площадь региона — около 5 000 км². Солонь — преимущественно лесистая и болотистая территория. В сельском хозяйстве зерновые культуры преобладают над виноградниками. Даже название территории произошло от латинского secale (рожь).
В регионе сохранилось несколько старинных замков (Шеверни, Борегар, Шомон-сюр-Луар), относящихся к группе замков Луары.

## Географическое положение
Солонь —- природный заповедник Франции, расположенный в административном районе Центре. Простираясь от Луары до Шера, она находится на юге Орлеане́.
Почти всегда Солонь сохраняла черты дикой природы и влажный, а порой и опасный характер. Бедные песчано-глинистые почвы бывают сырыми зимой и сухими летом. Они не способствуют развитию сельского хозяйства и очень долго приводили к распространению болезней (например малярии).
В основном Солонь известна своими прудами, занимающими около 12 000 гектаров, что составляет 2 % от всей территории, и своими лесами, описанными в произведении «Кролик» (Raboliot) писателя Мориса Женевуа. Солонь поддерживает устойчивые традиции рыболовства и охоты, зачастую носящие частный характер.
Являясь ранее болотистой местностью, Солонь была осушена по приказу Наполеона III .

### Главные города
К ним относятся Роморантен-Лантене, 17 000 жителей; другими основными городами являются Оливе (19 000 жителей), лишь часть которого относится к Солони, Ла Ферте-Сан-Обан, Сальбри и Ламот-Бёврон.
Речь идёт о природном районе, который позволил создать официальные административные границы, см. закон от 27 июня 1941, о значимости этой территории, которая считается лишенной природных ресурсов. Указ от 17 сентября 1941 приведший в действие закон от 27 июня 1941, официально устанавливает список из 127 селений, входящих в состав Солони.

### Климат
Климат Солони особенный. Минимальные температуры особенно низки из-за песчаных почв. Грунт легко насыщается зимними водами, но летом он становится очень сухим.

### Гидрография
Здесь большое количество рек: Баранжон, Беврон, Боннер, Шер, Коссон, Нер, Рер, Большая Содр, Малая Содр, Содр, Таронн и канал Содры.
- Более 3000 озёр, главными из которых являются : озеро Колодцев[фр.], озеро Бомон, Жиродиер, Тейе, Ну, Новое озеро, Перрет, озеро Долины, Озеро Великой Корбуа, Марсийи, Бинош, Большое озеро Руи, Эгийон, озеро Полей.

### Транспортные пути
Автомагистрали A71 и A85, а также железнодорожные линии Обиньи-сюр-Нер — Орлеан и Обре —- Орлеан —- Монтобан —- Виль —- Бурбон пересекают область.
Железная дорога Блан-Аржан обеспечивает пассажиропоток на укороченной линии, с октября 2009 года, на участке между Сальбри (Луар и Шер) и Валансе (Эндр) через Роморантен-Лантене.
Компания Трамваи Солони в начале XX, обеспечивала сообщение соединявшее Бринон-сюр-Содр и Роморантен-Лантене через Орлеан.

## Топонимика
Название Солонь встречается в формах Secalaunia (не датировано), Secalonia в 651, а также Sabulonia (от sabulum, песок),.
Согласно Альберу Доза и Шарлю Ростану, первая часть слова представляет пролатинский корень «sec-» (болото), как и в названии Сены Sequana.
Вторая часть слова та же, что и в топонимах типа Valognes, Valonnes, которые напоминают vellauno / valauno , которые можно найти в некоторых галльских надписях. То же самое для религиозного термина «Alauna» который является источником топонимов Alonne, Allonnes, описанных А. Доза и Ш. Ростаном в статье Аллам (формы типа Allon(n)e(s) наиболее распространены). Он также хорошо задокументирован в галло-римской эпиграфике; связанной например, с Меркурием: Genio Mercurii Alauni (CIR, 1717) или с Августом: Sacro Alaunarum Augusti nostri (CIL III, 1883, Munich). Пьер-Ив Ламбер подчеркивает смысл «кормящий» от кельтского «ala» означающего «кормить» с суффиксом полученным из сочетания «mn-».

## История
Названия нескольких селений в Солони носят галльское происхождение, а многочисленные тумулусы свидетельствуют, что Солонь была заселена уже в период Железного века. Основные реки также носят названия кельтского (галльского) происхождения: Коссон, Беврон (река бобров), Таронн «быстрая река». Верхняя часть реки Содр и Беврон, создавали границы между Карнутами и Битуригами. Обширный лес испещренный озёрами, Солонь в галльскую эпоху была лесом — границей большого значения: она разделяла два важных кельтских народа: Карнутов на севере, и Битуригов на юге. Она соответствует тому огромному лесному массиву, который древние авторы называли «Лесом Карнутов», в котором находился главный неметон Галлии, считавшийся особенно важным, так как принадлежал всем племенам Галлии (Омфал), и свидетельствующий о галльской принадлежности превосходящей племенные различия.
Озера без сомнения стали более многочисленными с XI по XIII века, что позволило оздоровить влажные и болотистые земли. Их количество достигло 4000 к XVI веку.
Столетняя война не пощадила Солонь: Роморантен-Лантене был взят Чёрным принцем. Жанна д’Арк прошла через этот район. В конце войны, восстановление страны сопровождается изменением пейзажа и созданием многочисленных озёр, поскольку рыбоводство было выгоднее, чем сельское хозяйство.
В конце XV века, король и его двор приезжали сюда отдыхать. Людовик XII обосновался в Роморантене. Франциск I встретил здесь Клод Французскую, на которой впоследствии женился. Солонь была в те времена относительно благополучной. В эпоху Возрождения буржуазия и дворянство испытывали особый интерес к климату Солони. В этот короткий период процветания были построены многочисленные замки и поместья дворян и зажиточных горожан, включая Замок Шамбор и Шеверни. Во время Религиозных войн, последовавших за этим периодом, часть пахотных земель оказалась заброшенной.
В течение XVII и XVIII веков, земли стали превращаться в болота и область обеднела. Солонцы не были затронуты волнениями революции. Административная реформа поделила Солонь между тремя департаментами: Луар и Шер, Луаре и Шер. Сеньер Жером де Бельфор строит в этих местах свой замок.
С приходом ко власти в 1852 Наполеона III, тогда ещё президента Республики, но будущего Императора и владельца поместья в Ламот-Бёвроне, Солонь получила значительные субсидии и заново испытала относительный рост. Интерес, который император испытывал к Солони, в частности благодаря семейным узам по материнской линии (мать Горте́нзия де Богарне́, многочисленные предки которой обладали поместьями в Солони), известность среди любителей охоты и железная дорога в 1847, привлекли крупную буржуазию. Таким образом буржуазия сменила аристократов.
Этот регион, в основном сельскохозяйственный, тем не менее большую значимость играет текстильная промышленность в Роморантене, которая долгое время составляла единственную индустрию области. Промысел восходит к средневековой эпохе и приобрел особое значение в начале XIX века благодаря мануфактуре братьев Норманов, затем пришёл в упадок в XX веке.
С тех пор сельское хозяйство и лесная промышленность отошли на второй план. Охота приносит больший доход за более короткий срок.
Святыми Солони являются Святая Корнелия из Жуи-ле-Потье на севере и Святая Монтена на юге.

## Административное управление
Несколько областей охватывают территорию Солони :
- На национальном уровне : Смешанный Синдикат Южной Долины Солони[фр.][12]
- Союзы областей[фр.] : Солонь озер[фр.][13], Солонь рек[фр.][14], Шер - Солонь[фр.][15], Сердце Солони[фр.][16],Содр и Солонь[фр.][17] или Область Шамбор[фр.].

## Природная среда

### Экология
Территория Солони вписывается в программу «Натура 2000» посредством трёх зон.
Наиболее обширная зона называется Солонь, его площадь составляет 3461,84 км², более половины которой находится в департаменте Луар и Шер. Она простирается с севера на юг, от южной части орлеанской агломерации до северной части Вьерзона, и с запада на восток, от западной части агломерации города Блуа до Обиньи-сюр-Нер.
Вторая заповедная зона называется Озера Солони, это Область специальной защиты птиц(ZPS) с марта 2006, она входит в состав первой зоны. Площадь этого участка занимает 296,24 км², она простирается с севера на юг, от Ла-Мароль-ан-Солонь до северо-востока Роморантена-Лантене и с запада на восток от Курмемана до Нуан-ле-Фюзелье.
Третья зона, также входящая в состав первой, соответствует области Шамбор и частично вписана во всемирное наследие ЮНЕСКО. С марта 2006 эта область классифицирована как зона особой охраны птиц, она простирается на 46.65 км² в окрестностях Шамбора. Эта область была предложена на звание достопримечательности общественного значения в апреле 2002.
Участок НАТУРА 2000 в Солони является самой большой наземной достопримечательностью общественного значения в Европе, его площадь составляет 3461.84 км², то есть примерно 9 % от общей площади района Центр — Долина Луары.
Относительная охрана этих заповедных мест обеспечивается благодаря техногенезу. Пастбища позволяли вести автарктический (самодостаточный) образ жизни. К концу Второй мировой войны они практически полностью исчезли. Отныне большая часть Солони находится в состоянии отказа от сельского хозяйства. Современное лесное хозяйство по-прежнему испытывает большой интерес к лесу Солонь, благодаря разнообразию его флоры и фауны.

### Флора
Лес занимает три четверти солоньской земли. Он состоит из нескольких лесных массивов разных типов : дубовый и буковый лес, наиболее редкий, но самый разнообразный, долина Содра, парковые леса, обширные частные лесные владения. Здесь можно встретить английский и скальный дубы, граб, полевой клен, белый клен, орешник, березу, сосну, морскую сосну, Дугласову пихту, несколько буков, осин и ясеней. Весной благодаря цветению можно заметить дикие фруктовые деревья, такие как : груши, яблони, круглолистную рябину или черешню.
В подлесках можно найти различные виды первоцветов, наиболее известными из которых являются Первоцвет весенний, Барвинок малый, гиацинт лесной с фиолетовыми колокольчиками, лесные фиалки.

### Фауна
В Солони обитает много диких животных, псовые и куньи такие как лисы, куницы, горностаи, каменные куницы, ласки, лесные хорьки. Среди зайцеобразных, дикий кролик, символ популярной в Солони охоты, которая в настоящее время ограничена из-за миксоматоза.

## В культуре
- Жан-Филипп Рамо «Солонские дураки» («Les niais de Sologne»).
- «Как прогулять школу с пользой» («L'école buissonnière»), Франция, 2017 г. Режиссёр Николя Ванье.